# Quạ Dauria

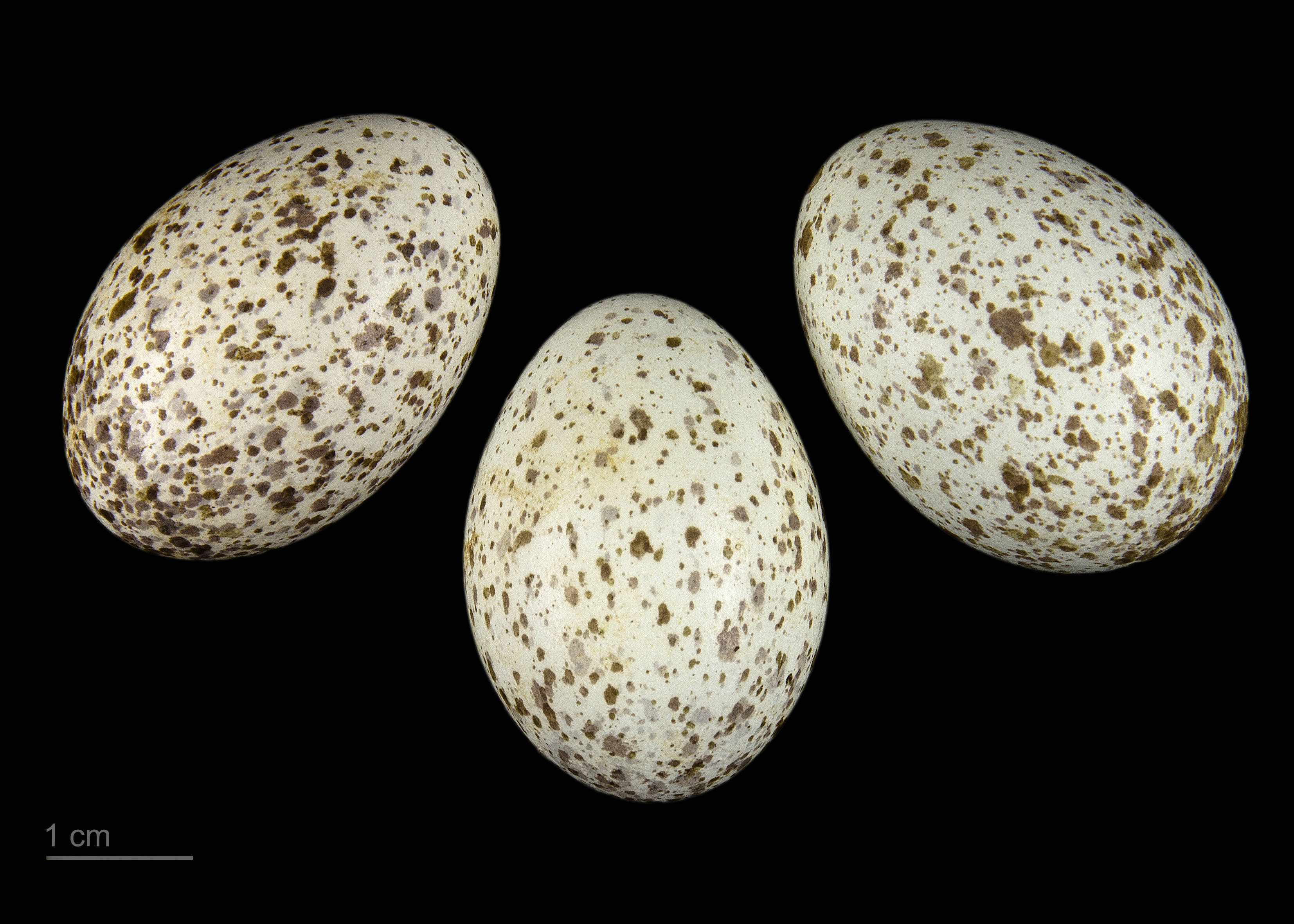
Coloeus dauuricus

Quạ Dauria (danh pháp khoa học: Coloeus dauuricus) là một loài chim trong họ Corvidae. Tên gọi của loài quạ này lấy theo khu vực Dauria ở miền đông Nga.

## Mô tả
Quạ Dauria có kích thước tương tự hoặc hơi nhỏ hơn (dài khoảng 32 cm) so với quạ gáy xám phương Tây (Coloeus monedula), với cùng các tỷ lệ và vóc dáng đồng nhất. Khác biệt chủ yếu nằm ở bộ lông; nhiều nhưng không phải tất cả các cá thể trưởng thành có các khu vực lớn màu trắng kem trên các phần thấp hơn trải rộng tới phần xung quanh cổ như là một đai cổ rộng. Đầu, họng, cánh và đuôi màu đen bóng còn lông che phủ tai màu xám hoa râm. Các cá thể trưởng thành sẫm màu cũng như chim non là tương tự như quạ gáy xám phương Tây, mặc dù quạ Dauria có mống mắt màu đen chứ không phải màu xám trắng khác biệt như ở quạ gáy xám phương Tây. Loài quạ có khoang cổ duy nhất sinh sống trong cùng khu vực này là quạ khoang (Corvus torquatus), nhưng do loài này to lớn hơn (khoảng cùng kích thước hay hơi to lớn hơn quạ mỏ nhỏ (Corvus corone)) nên việc nhầm lẫn là khó xảy ra.